# Lógica del sentido
Lógica del sentido (en su francés original: Logique du sens) es un libro publicado en 1969 por el filósofo francés Gilles Deleuze. Fue traducida al español en 1971 por la editorial Barral Editores, y más tarde por Planeta DeAgostini en 1994, perteneciendo a la colección Obras maestras del pensamiento contemporáneo.
Está compuesto por 34 "series" de paradojas, articuladas en compleja trabazón, seguidas de un apéndice que contiene cinco ensayos publicados anteriormente, entre ellos una breve reseña de la ontología de Deleuze titulada "Platón y el simulacro". Este libro, uno de los más importantes de su autor, se nos presenta como una especie de novela lógica en la que se muestra una constitución paradójica de una teoría del sentido, a través de la metafísica, la epistemología, la gramática y, finalmente, el psicoanálisis; un pensar el sentido que no sería otra cosa que pensar el acontecimiento: "Ese morir que pasa y se hace muerte, esa muerte que hace presente el problema eterno del morir."
El libro presenta la filosofía de Deleuze del evento y del devenir, así como la emergencia del plano de la inmanencia y el cuerpo sin órganos, la estructura de los juegos y los análisis textuales de las obras de Lewis Carroll, Séneca, Pierre Klossowski, Michel Tournier, Antonin Artaud, F.Scott Fitzgerald, Melanie Klein, Friedrich Nietzsche, Stéphane Mallarmé, Malcolm Lowry, Émile Zola y Sigmund Freud.

## Tabla de contenido
- Prólogo, de Lewis Carrol a los estoicos.
- Primera serie de paradojas, del puro devenir.
- Segunda serie, de los efectos de la superficie.
- Tercera serie, de la proposición.
- Cuarta serie, de las dualidades.
- Quinta serie, del sentido.
- Sexta serie, sobre la serialización.
- Séptima serie, de las palabras esotéricas.
- Octava serie, de la estructura.
- Novena serie, de lo problemático.
- Décima serie, del juego ideal.
- Undécima serie, del sinsentido
- Duodécima serie, sobre paradoja.
- Decimotercera serie, del esquizofrénico y de la niña.
- Decimocuarta serie, de la doble causalidad.
- Decimoquinta serie, de las singularidades.
- Decimosexta serie, de la génesis estática ontológica.
- Decimoséptima serie, de la génesis estática lógica.
- Decimoctava serie, de las tres imágenes de filósofos.
- Decimonovena serie, del humor.
- Vigésima serie, sobre el problema moral en los estoicos.
- Vigésimo primera serie, del acontecimiento.
- Vigésimo segunda serie, porcelana y volcán.
- Vigésimo tercera serie, del Aion.
- Vigésimo cuarta serie, de la comunicación de los acontecimientos.
- Vigésimo quinta serie, de la univocidad.
- Vigésimo sexta serie, del lenguaje.
- Vigésimo séptima serie, de la oralidad.
- Vigésimo octava serie, de la sexualidad.
- Vigésimo novena serie, las buenas intenciones son forzosamente castigadas.
- Trigésima serie, del fantasma.
- Trigésima primera serie, del pensamiento.
- Trigésima segunda serie, sobre las diferentes clases de series.
- Trigésima tercera serie, de las aventuras de Alicia.
- Trigésima cuarta serie, del orden primario y de la organización secundaria.

### Apéndice
- Simulacro y filosofía antigua:
  - I. Platón y el simulacro.
  - II. Lucrecio y el simulacro.
- Fantasma y literatura moderna:
  - III. Klossowski y los cuerpo-lenguaje.
  - IV. Michel Tournier y el mundo sin el otro.
  - V. Zola y la grieta.